# 陳一凱
陳一凱為中國清朝武官官員，本籍福建。行伍出身的陳一凱於1816年（嘉慶21年）奉旨接替陳光求，於台灣地區擔任台灣水師協副將。而隸屬台灣鎮之下的此官職是台灣清治時期的這階段，全台灣的海防軍事層級最高武將，其統帥三標水營，數千名水師兵勇。1823年卒於任。
| 前任： 陳光求 | 台灣水師協副將 1816年上任 | 繼任： 湯亨斌 |

| 前任： 莊秉元 | 澎湖水師協副將 1818年上任 | 繼任： 蕭得華 |

| 前任： 吳定邦 | 台灣水師協副將 1822年上任 | 繼任： 楊繼勳 |